# Andreas Vones
Andreas Vones (* 1957 in Kiel) ist ein deutscher Bildjournalist.

## Leben und Wirken
Vones war zunächst als angestellter Pressefotograf und Fotolaborant des Flensburger Tageblatts tätig und arbeitete in den 1980er Jahren als freier Bildjournalist für die Hamburger Morgenpost, in Folge als Fotoreporter der Bild-Zeitung und für Magazine wie Quick, Wiener sowie für die Agenturen ap, upi und Sygma.
Von 1987 bis Anfang 1989 bereiste Vones Länder im mittleren Orient sowie in Südamerika und produzierte einige aufsehenerregende Reportagen, wie beispielsweise über die Hintergründe des „Großen Deals“ (VW Passats für irakische Familien gefallener Offiziere)  oder der berüchtigten venezolanischen Sondereinheit D.I.S.I.P., die u. a. gegen Würdenträger der katholischen Kirche im internationalen Drogengeschäft vorgingen. Durch seine Kontakte gelang es ihm, den Drogenhändler Pablo Escobar in Kolumbien zu interviewen und Interna über das Medellín-Kartell zu berichten.
Nach Deutschland zurückgekehrt, arbeitete Vones als Reporter für besondere Aufgaben zunächst für hgm-press in Berlin kurz vor und bis nach der Wende. Seine Reportage über eine in die BRD ausgewiesene Mutter, die 15 Jahre lang nach dem Verbleib ihres Kindes forschte, wurde bundesweit von nahezu allen Medien unterstützt. Der politische Druck durch die Westmedien mündete in der Abschiebung des Sohnes in die Bundesrepublik zur Zusammenführung von Mutter und Sohn nach 15 Jahren.
Wenig später sorgte seine Magazin-Serie für die Quick über vermutlich gefälschte Kunstwerke in deutschen Museen für Aufsehen. Gemeinsam mit dem damals berüchtigten Kunstfälscher Edgar Mrugalla, der laut Interpol „der Beste seiner illegalen Zunft“ war, besichtigte er öffentliche Kunstsammlungen und Werke in Museen. Edgar Mrugalla bezeichnete mit fundierten Kenntnissen und deutlichen Hinweisen eine große Anzahl Kunstwerke als Fälschungen. Zwar reagierten Kunsthistoriker und Museenleiter medial und wiesen die Behauptungen zurück, aber sie waren nicht bereit, die entsprechenden Bilder von anerkannten Gutachtern prüfen zu lassen.
Anfang der 1990er Jahre berichtete Vones unter anderem in der Reportage „Mit dem Clown kamen die Tränen“ über Hintergründe und Auswirkungen des brisanten 1980er-Jahre-Skandals mit HIV-infizierten Medikamenten für Bluter. Neben brisanten Reportagen und mehr als 1000 Schicksalsgeschichten produzierte Vones klassische Fotoserien mit privaten Stories von Stars wie Sean Connery, Joan Collins, Keith Emerson, Günter Strack, Horst Tappert, Milva und Hellmut Lange und produzierte von 1980 bis 2005 mehr als 2000 Reportagen.
1990 wurde Vones Ressortleiter des Deutschland-Ressorts der Agentur action press.
Seit 2013 lebt Vones in Schleswig-Holstein und arbeitet in den Bereichen Öffentlichkeitsarbeit, Videoproduktionen und Autorenservice.